# Cereus jamacaru
Cereus jamacaru là một loài thực vật có hoa trong họ Cactaceae. Loài này được DC. mô tả khoa học đầu tiên năm 1828.

## Hình ảnh

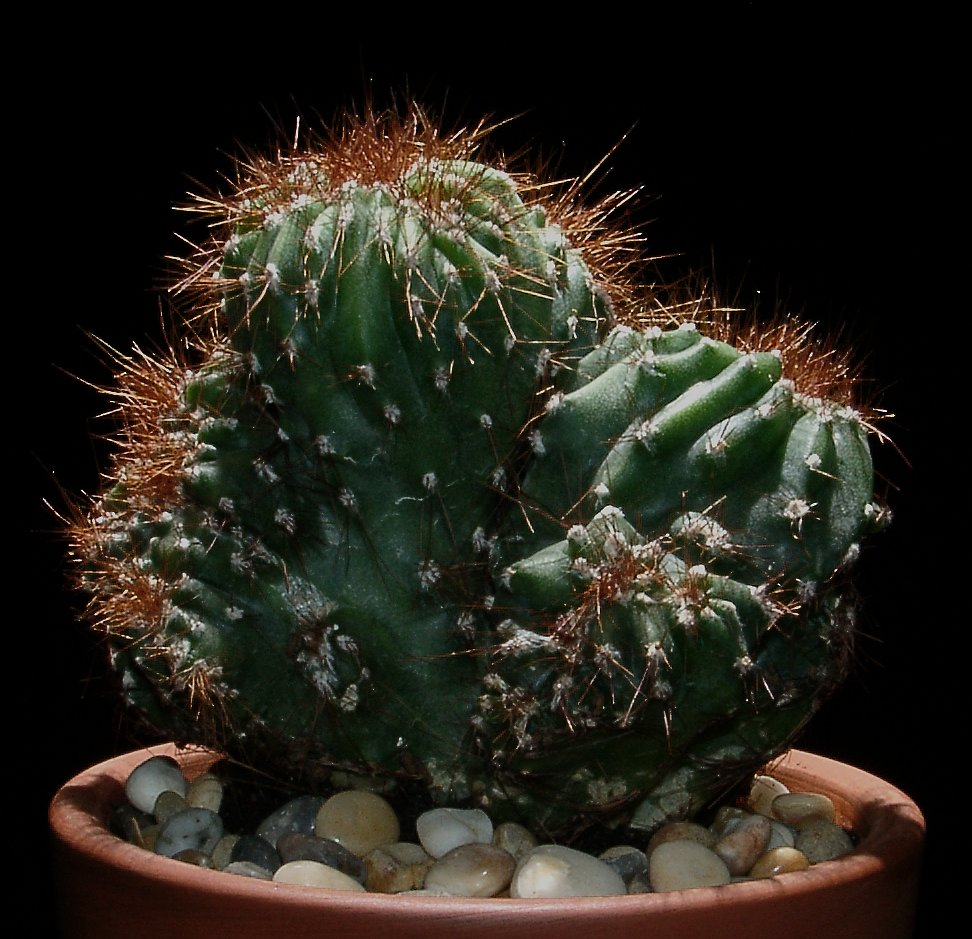
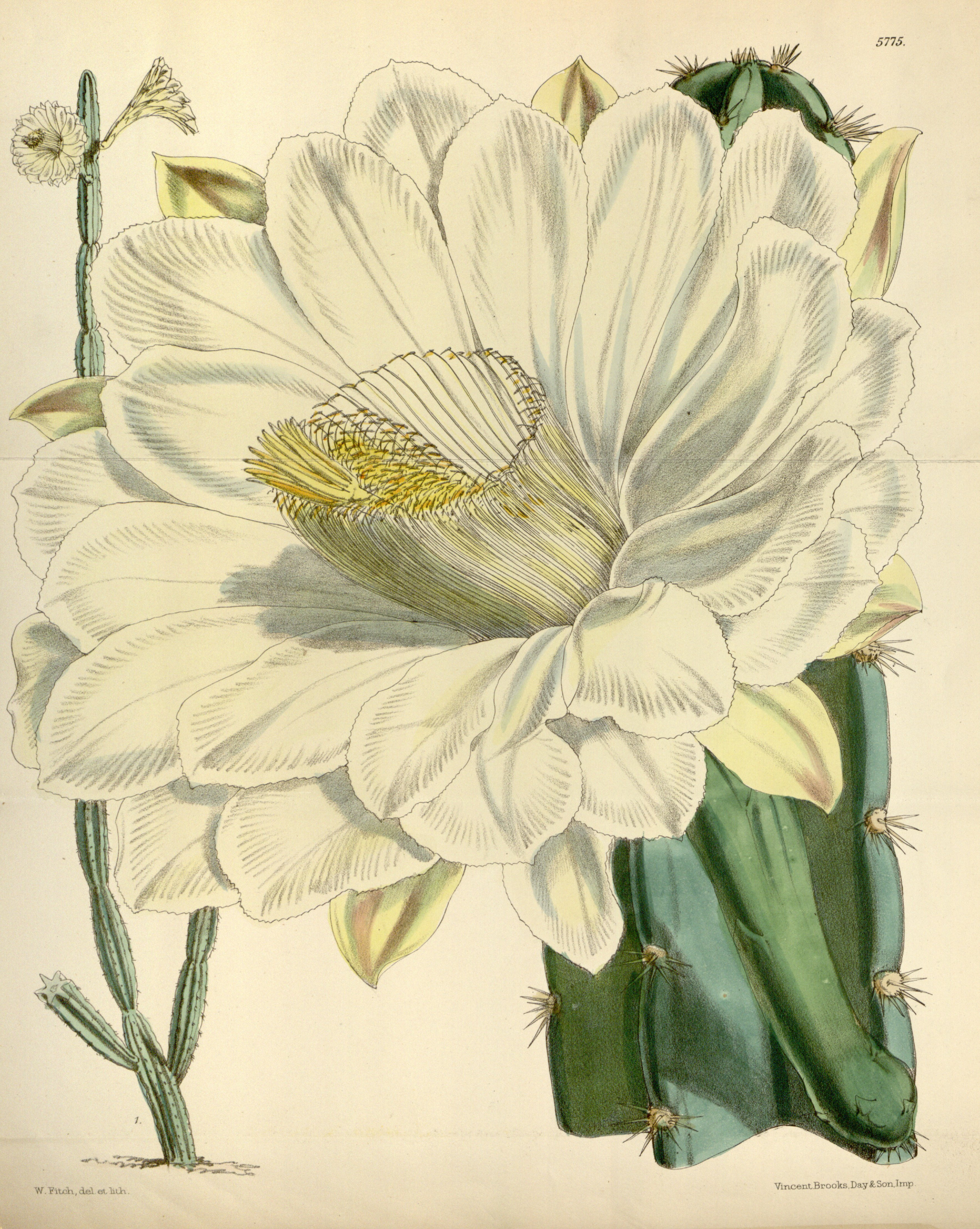
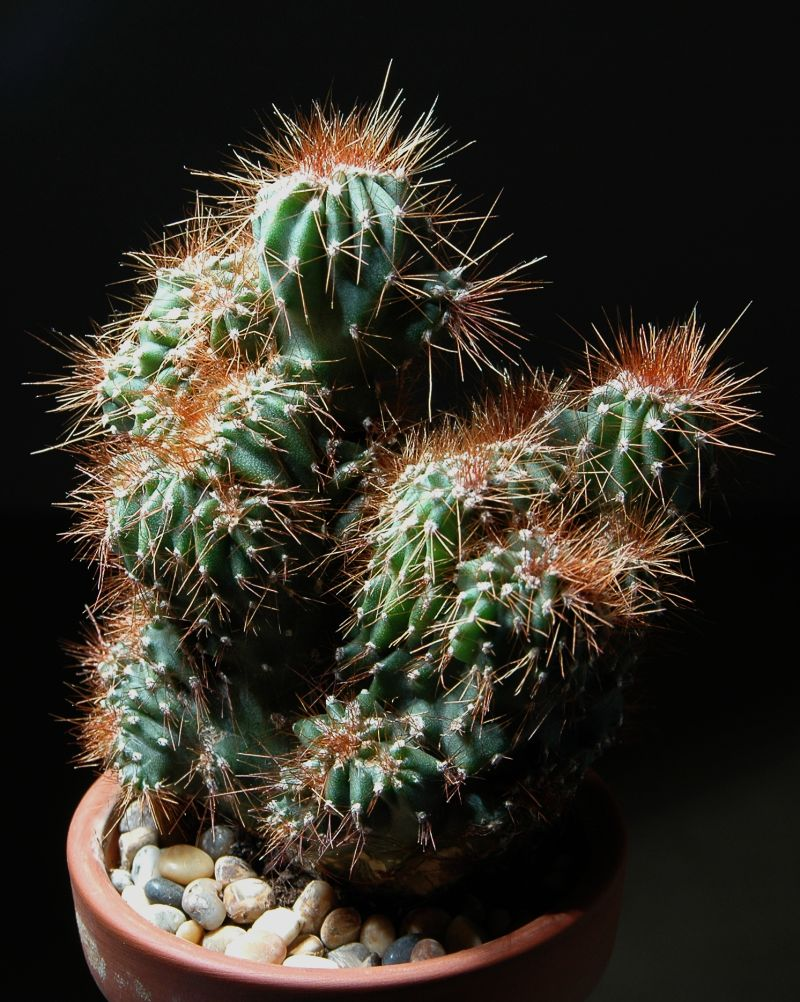
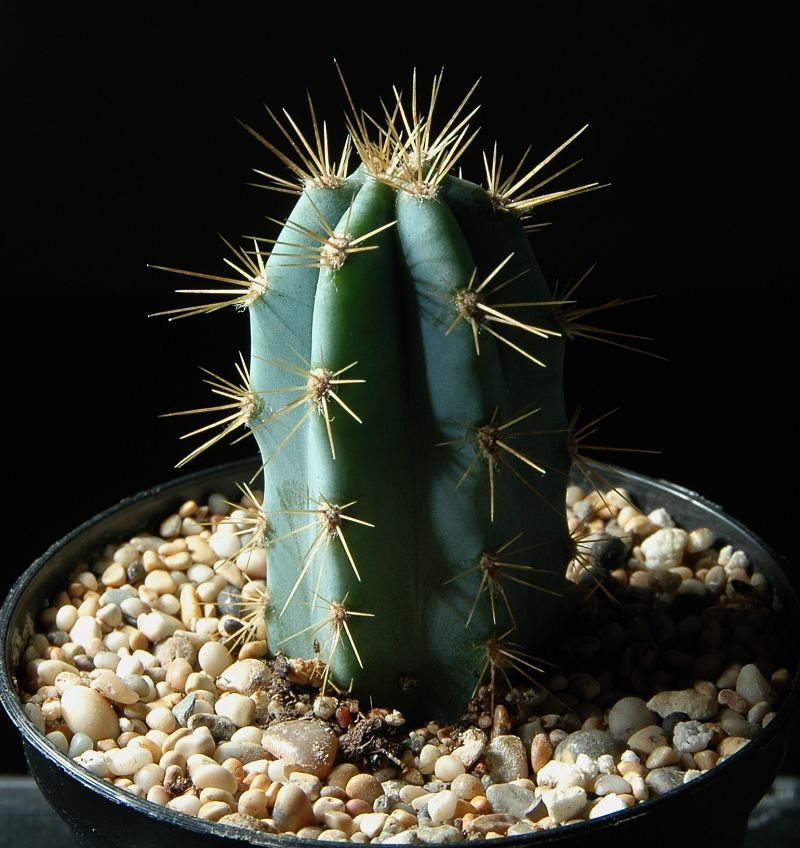